# Dívka, která neumí říci ne
Dívka, která neumí říci ne (v anglickém originále I'm Just a Girl Who Can't Say D'oh) je 20. díl 30. řady (celkem 659.) amerického animovaného seriálu Simpsonovi. Scénář napsali Jeff Martin a Jenna Martinová a díl režíroval Michael Polcino. V USA měl premiéru dne 7. dubna 2019 na stanici Fox Broadcasting Company a v Česku byl poprvé vysílán 17. června 2019 na stanici Prima Cool.

## Děj
Marge hraje v divadelní hře Oklahoma! dívku, která neumí říci ne. Režisér hry je z herci nespokojený a donutí režiséra, aby skočil. Marge navrhne, že by hru mohla režírovat ona, a herci souhlasí. Pro Marge je hra Oklahoma! složitá a přemýšlí, jakou jinou hru režírovat. S herci nacvičuje hru Krajan, frája, Jebedája, ve které má Mel hlavní roli Jebedája. Krusty požádá Marge o to, aby hrála hru venku, a aby Krusty získal práva na vysílání hry ve venezuelské televizi a Marge souhlasí. Mel tři dny před premiérou hry hlavní roli odmítne a Marge přemýšlí, kdo by mohl hrát hlavní roli Jebedája. Nabídne se profesor Frink, kterého Marge přijme. Během divadelní hry hrané venku začne po chvíli pršet, ale herci pokračují dále. Po pětiminutové reklamní přestávce je město již zatopeno, ale herci stále v hraní pokračují. Marge za režii divadelní hry vyhrává Zvláštní cenu za nejlepšího nováčka.

## Produkce
Tato epizoda měla být odvysílána 28. dubna 2019, ale byla přesunuta na 7. dubna 2019, protože díl Nesnesitelná lehkost bytí batoletem byl odložen na další řadu poté, co se producenti seriálu rozhodli natočit krátký film související s touto epizodou s názvem Maggie Simpsonová v „Rande s osudem“.
V závěrečných titulcích epizody je použita část videoklipu „White Wine Spritzer“ od Okilly Dokilly.

## Přijetí
Dennis Perkins z The A.V. Clubu udělil dílu známku C− a uvedl: „Bohužel výsledná epizoda Dívka, která neumí říci ne je bezvýrazný výlet, kde logika postav a vyprávění ustupuje těžkopádnému vyprávění, vážnému nedostatku vtipů a jedné z nejméně zajímavých (a přesto nejasně iritujících) béčkových zápletek za poslední dobu.“.
Díl dosáhl ratingu 0,7 s podílem 3 a sledovalo jej 1,61 milionu lidí.